# Gemeentehuis (Murmerwoude)
Het oude gemeentehuis in Murmerwoude is een monumentaal pand aan de Haadwei (Hoofdweg) in Damwoude in de Nederlandse provincie Friesland. Damwoude ontstond in 1971 toen de dorpen Dantumawoude, Akkerwoude en Murmerwoude werden samengevoegd.

## Geschiedenis
Het oude gemeentehuis in Murmerwoude dateert uit 1881. Op 15 februari van dat jaar besloot de gemeenteraad van Dantumadeel om het gemeentehuis te verplaatsen van Rinsumageest naar de hoofdplaats Murmerwoude vanwege de gunstiger ligging aan de hoofdweg van Veenwouden naar Dokkum. Ondanks verzet vanuit de raad werd de bouw in augustus 1881 gegund aan B.D. Kalma uit Wanswerd. In ditzelfde jaar 1881 werd ook het naastgelegen herberg annex tramhalte "de Kruisweg" gebouwd. Het gemeentehuis was een ontwerp van de gemeentearchitect Jan Willems Duyff. Op 10 januari 1882 werd het gemeentehuis in gebruik genomen. Het heeft als zodanig dienstgedaan tot de zeventiger jaren van de 20e eeuw. Toen werd het gemeentehuis verplaatst naar de Rinsma State in Driesum, ooit de woning van de felste tegenstander van de vestiging van het gemeentehuis in Murmerwoude, baron Van Sytzama.
De ingang van het oude gemeentehuis bevindt zich met een bordes in een vooruitspringend gedeelte in het midden van de voorgevel. Boven de ingang bevindt zich een balkon rustend op twee consoles. Het gemeentewapen in de halfronde bekroning erboven is, nadat het pand zijn oorspronkelijke functie verloor, verdwenen.
Het gebouw is erkend als een rijksmonument.